# Sternhard Wilson
Gard Sternhard Wilson, född 13 maj 1931 i Byske församling, död 8 december 2011 i Älvsborgs församling, var en svensk byggmästare och idrottare, känd som ordförande i fotbollsklubben Gais 1982–1990 och 1993–1995.

## Biografi
Wilson föddes i Byske församling i Västerbotten, men då fadern arbetade som rallare flyttade familjen ofta. Wilson bodde som barn bland annat i Lottefors och i Bollnäs, där idrottskarriären började. Han spelade bandy i allsvenska Bollnäs GIF, men höll mestadels till i reservlaget. I Bollnäs spelade han även fotboll, och när han skulle göra militärtjänst hamnade han på I 14 i Gävle, där han började spela för Gefle IF och tog en plats i A-laget. Han lade dock av med fotbollen redan som 24-åring och satsade i stället på en karriär i byggbranschen.
Wilson erbjöds först ett chefsjobb på ett kraftverksbygge i Tvärforsen i Hälsingland, och utbildade sig därefter till byggmästare i Härnösand. 1960 flyttade han till Göteborg, och fem år senare grundade han familjeföretaget Göteborgs betongbyggen. Bolaget drabbades svårt av fastighetskrisen i början av 1990-talet, och Wilson försökte rädda det genom att gå in i finansbranschen. Han slog ihop företaget med finansbolaget Capinova, men Betongbyggen gick ändå i konkurs 1992 med skulder på över 340 miljoner kronor. Wilson grundade sedan ett nytt fastighetsbolag, Wilfast förvaltnings AB.

### Engagemang i Gais
Då Wilson kom till Göteborg sympatiserade han först med Örgryte IS, men hans barn började spela fotboll för Gais och Wilson blev snart gaisare. 1979 lanserade han en banbrytande idé tillsammans med förre spelaren Janne Olsson: det fristående bolaget GAIS Intresse AB, som skulle utbilda unga talanger systematiskt. Satsningen blev en framgång, och 1981 valdes Wilson in som vice ordförande i klubbens styrelse.
1982 tog han över som ordförande, med fokus på att rädda Gais krisande ekonomi – klubben hade ramlat ner i division III samtidigt som skulderna uppgick till över fyra miljoner kronor. Genom ett systematiskt skuldsaneringsarbete lyckades Gais under Wilson minska sina skulder till en miljon kronor 1985 och en halv miljon kronor 1989. Han lämnade ordförandeposten 1990 för att kunna sköta sitt arbete i den krisande byggbranschen, men återkom som ordförande 1993, då Gais ekonomi åter hade havererat, och lyckades återigen vända siffrorna och rädda klubbens ekonomi.